# Tortula calcicolens
Tortula calcicolens là một loài Rêu trong họ Pottiaceae. Loài này được W.A. Kramer miêu tả khoa học đầu tiên năm 1980.